# Félicien Menu de Ménil
Le baron Félicien Auguste Marie Menu de Ménil (16 juillet 1860 - 28 mars 1930), est un consul, compositeur et espérantiste français.

## Biographie
Félicien Menu de Ménil nait le 16 juillet 1860 à Boulogne-sur-Mer de Antoine Menu de Ménil et Marie-Thérèse Martinet,.
Félicien Menu de Ménil était un baron originaire de Flandre. Il apprit l'espéranto et dès 1901 commença à rédiger des articles dans diverses revues espérantistes internationales. Il fut un militant convaincu de cette langue construite et participa activement à sa diffusion. Il était lié à Joseph-Emmanuel Van Driesten qui illustra ses partitions.
Il devint directeur de la revue Franca Esperantisto et rédacteur en chef de la revue La Revuo, fondée par Carlo Bourlet en 1906.
En 1909, il composa la musique de La Espero, l'hymne de la collectivité espérantophone. Il a été inspiré par un poème écrit par Ludwik Lejzer Zamenhof (1859-1917).
En 1919, il devint membre du Komitato Lingvo, depuis rebaptisé académie d'espéranto.
Il s'occupa du département musical de École Niedermeyer de Paris.
Félicien Menu de Ménil meurt le 28 mars 1930 à Neuilly-sur-Seine et est inhumé à Château-Thierry.

## Œuvres
- (eo) Léon Courtinat, Historio de esperanto: movado kaj literaturo, 1887–1960, Agen : Imprimerie Moderne, 1964–1966, p. 166
- (eo) Félicien Menu de Ménil, « La Mortigistoj de Stradella », court récit publié dans le magazine La Revuo, septembre 1906 ;
- (fr) Félicien Menu de Ménil, L'Héritage Klodarec, comédie en un acte, 1906 ;
- (eo) Félicien Menu de Ménil, Muzika Terminaro, 1908.
- (fr) Félicien Menu de Ménil, Les préjugés contre l'espéranto, 1908 ;